# Kabinett Adenauer III
Das Kabinett Adenauer III war die vom 29. Oktober 1957 bis zum 17. Oktober 1961 amtierende deutsche Bundesregierung in der dritten Legislaturperiode.
Bei der Bundestagswahl am 15. September 1957 hatte die Union 50,2 Prozent der Stimmen und 277 der 519 Bundestagsmandate erhalten. Trotz eigener Mehrheit ging die Union eine Koalition mit der Deutschen Partei (DP) ein.

## Abstimmung im Bundestag
| Wahlgang                                                      | Kandidat        | Kandidat              | Stimmen    | Stimmenzahl | Anteil | Koalitionspartei(en) | Koalitionspartei(en) | Koalitionspartei(en) | Koalitionspartei(en) |
| ------------------------------------------------------------- | --------------- | --------------------- | ---------- | ----------- | ------ | -------------------- | -------------------- | -------------------- | -------------------- |
| 1. Wahlgang                                                   |                 | Konrad Adenauer (CDU) | Ja-Stimmen | 274         | 55,1 % |                      |                      |                      | CDU/CSU, DP          |
| 1. Wahlgang                                                   | Nein-Stimmen    | Konrad Adenauer (CDU) | 193        | 38,8 %      |        |                      |                      |                      | CDU/CSU, DP          |
| 1. Wahlgang                                                   | Enthaltungen    | Konrad Adenauer (CDU) | 9          | 1,8 %       |        |                      |                      |                      | CDU/CSU, DP          |
| 1. Wahlgang                                                   | Ungültig        | Konrad Adenauer (CDU) | 0          | 0 %         |        |                      |                      |                      | CDU/CSU, DP          |
| 1. Wahlgang                                                   | nicht abgegeben | Konrad Adenauer (CDU) | 21         | 4,2 %       |        |                      |                      |                      | CDU/CSU, DP          |
| Damit wurde Konrad Adenauer wieder zum Bundeskanzler gewählt. |                 |                       |            |             |        |                      |                      |                      |                      |

## Minister
| Amt oder Ressort                               | Bild                      | Name                                                        | Partei | Partei              |
| ---------------------------------------------- | ------------------------- | ----------------------------------------------------------- | ------ | ------------------- |
| Bundeskanzler                                  |                           | Konrad Adenauer (1876–1967)                                 |        | CDU                 |
| Stellvertreter des Bundeskanzlers Wirtschaft   |                           | Ludwig Erhard (1897–1977)                                   |        | parteilos           |
| Auswärtiges                                    |                           | Heinrich von Brentano (1904–1964) bis 30. Oktober 1961      |        | CDU                 |
| Inneres                                        |                           | Gerhard Schröder (1910–1989)                                | CDU    |                     |
| Justiz                                         |                           | Fritz Schäffer (1888–1967)                                  |        | CSU                 |
| Finanzen                                       |                           | Franz Etzel (1902–1970)                                     |        | CDU                 |
| Ernährung, Landwirtschaft und Forsten          |                           | Heinrich Lübke (1894–1972) bis 13. September 1959           | CDU    |                     |
| Ernährung, Landwirtschaft und Forsten          |                           | Werner Schwarz (1900–1982)                                  | CDU    |                     |
| Arbeit und Sozialordnung                       |                           | Theodor Blank (1905–1972)                                   | CDU    |                     |
| Verteidigung                                   |                           | Franz Josef Strauß (1915–1988)                              |        | CSU                 |
| Verkehr                                        |                           | Hans-Christoph Seebohm (1903–1967)                          |        | DP bis 1. Juli 1960 |
| Verkehr                                        | CDU ab 20. September 1960 | Hans-Christoph Seebohm (1903–1967)                          |        |                     |
| Post- und Fernmeldewesen                       |                           | Richard Stücklen (1916–2002)                                |        | CSU                 |
| Wohnungsbau                                    |                           | Paul Lücke (1914–1976)                                      |        | CDU                 |
| Vertriebene, Flüchtlinge und Kriegsgeschädigte |                           | Theodor Oberländer (1905–1998) bis 4. Mai 1960              | CDU    |                     |
| Vertriebene, Flüchtlinge und Kriegsgeschädigte |                           | Hans-Joachim von Merkatz (1905–1982) ab 27. Oktober 1960    | CDU    |                     |
| Gesamtdeutsche Fragen                          |                           | Ernst Lemmer (1898–1970)                                    | CDU    |                     |
| Angelegenheiten des Bundesrates und der Länder |                           | Hans-Joachim von Merkatz                                    |        | DP bis 1. Juli 1960 |
| Angelegenheiten des Bundesrates und der Länder | CDU ab 20. September 1960 | Hans-Joachim von Merkatz                                    |        |                     |
| Atomkernenergie und Wasserwirtschaft           |                           | Siegfried Balke (1902–1984)                                 |        | CSU                 |
| Familien- und Jugendfragen                     |                           | Franz-Josef Wuermeling (1900–1986)                          |        | CDU                 |
| Wirtschaftlicher Besitz des Bundes             |                           | Hermann Lindrath (1896–1960) verstorben am 27. Februar 1960 | CDU    |                     |
| Wirtschaftlicher Besitz des Bundes             |                           | Hans Wilhelmi (1899–1970) ab 12. April 1960                 | CDU    |                     |

Einige Ministerien erhielten mit diesem Kabinett neue Bezeichnungen. Das Ministerium für Arbeit (und Sozialordnung) und das Ministerium für Familie- (und Jugendfragen) erhielten Namenszusätze. Das Ministerium für Atomfragen wurde in Ministerium für Atomkernenergie und Wasserwirtschaft umbenannt; das Ministerium für wirtschaftliche Zusammenarbeit in Ministerium für den wirtschaftlichen Besitz des Bundes.
Landwirtschaftsminister Heinrich Lübke verließ das Kabinett im September 1959, weil er zum zweiten Bundespräsidenten gewählt wurde. Ihn ersetzte Werner Schwarz.
Hermann Lindrath starb am 27. Februar 1960 im Amt des Ministers für den wirtschaftlichen Besitz des Bundes. Sein Nachfolger wurde Hans Wilhelmi.
Am 4. Mai 1960 trat Theodor Oberländer als Minister für Vertriebene, Flüchtlinge und Kriegsgeschädigte aufgrund Diskussionen zu seiner nationalsozialistischen Vergangenheit zurück. Dem war ein Schauprozess in der DDR vorausgegangen, bei dem anhand von Oberländer die Verwobenheit des NS- mit dem BRD-System offenbart werden sollte. Bundesratsminister Hans-Joachim von Merkatz übernahm die Nachfolge.